# Milan Máčala
Milan Máčala (Biskupice u Luhačovic, 5 de fevereiro de 1943) é um treinador de futebol e ex-futebolista profissional checo, que atuava como meia.

## Carreira
Milan Máčala se profissionalizou no TJ Gottwaldov (atual Tescoma Zlín.

## Treinador
Começou a carreira de treinador de futebol em 1980, no Sigma Olomouc. 

## EAU
Milan Máčala comandou o elenco dos Emirados Árabes na Copa das Confederações de 1997.

## Títulos
Arábia Saudita
- Copa da Ásia: Vice - 2000